# Ruská kotlina
Ruská kotlina je geomorfologickou částí podcelku Bukovce.  Leží v jeho severní části, přibližně 12 km severovýchodně od města Snina v stejnojmenném okrese. 

## Vymezení
Kotlina se nachází v severozápadní části Bukovských vrchů, v západní části podcelku Bukovce. Vnítrohorskou kotlinu obklopuje jen mateřský podcelek. 
Leží v povodí řeky Cirocha, přičemž kromě jejího horního toku zabírá i střední tok Smolníka a Stružnice. V údolích se nacházely sídla, které však během výstavby vodárenské nádrže Starina byly z důvodu ochrany vodního zdroje vysídleny. Takto zanikly obce Ruské a Veľká Poľana v údolí Cirochy, obec Smolník na středním toku stejnojmenného potoka a obec Zvala na středním toku Stružnice. Území je přístupné silnicí vedle nádrže Starina odbočením ze silnice II/558 u obce Jalová. 

## Chráněná území
Území Ruské kotliny leží v centrální části Národního parku Poloniny a nacházejí se zde zvláště chráněné oblasti; národní přírodní rezervace Pod Ruským, přírodní rezervace Ruské a (okrajově) Stružnická dolina. 

## Turismus
Tato část Bukovských vrchů patří díky odlehlé poloze, omezenému přístupu, ale zejména chybějícím službám mezi klidnější oblasti. Na druhé straně právě pro tyto "omezení" oblast vyhledávají praví dobrodruzi a milovníci přírody, která v Ruské kotlině vykazuje stále méně známek zásahu člověka. Desetiletí po vystěhování zdejších sídel se do těchto dolin postupně vrátily šelmy. Pro návštěvníky zde je jen několik málo přístřešků a horární a z celé oblasti je nejdostupnější část v okolí bývalé obce Ruské, kde nadšenci udržují několik chat a vojenské hřbitovy.
Východní částí kotliny vede  modře značený chodník z obce Runina přes Ruské do Ruského sedla, kde sa připojuje na  červeně značenou Mezinárodní dálkovou turistickou trasu E8 a Východokarpatskou magistrálu.